# زیردریایی آی-۹
زیردریایی آی-۹ (به انگلیسی: Japanese submarine I-9) یک زیردریایی بود که طول آن 113.70 m بود.